# Isatis latisiliqua
Isatis latisiliqua är en korsblommig växtart som beskrevs av Christian von Steven. Isatis latisiliqua ingår i släktet vejdar, och familjen korsblommiga växter. Inga underarter finns listade i Catalogue of Life.